# Grammonota
Grammonota Emerton, 1882 è un genere di ragni appartenente alla famiglia Linyphiidae.

## Distribuzione
Le 40 specie oggi attribuite a questo genere sono state reperite prevalentemente in America settentrionale e centrale: uniche eccezioni la G. samariensis, endemismo della Colombia, e la G. secata e la G. teresta rinvenute anche in Colombia..

## Tassonomia
Considerato un sinonimo anteriore di Itytis Strand, 1932 a seguito di un lavoro degli aracnologi Bishop & Crosby del 1933; Itytis è un ex-genere ridenominato da Itys O. P.-Cambridge, 1894, in quanto nome già precedentemente occupato all'epoca da Itys Wagler, 1831, genere di lepidotteri della famiglia Hesperiidae, oggi denominato Hyarotis Moore, 1881.
Questa sinonimia non è tenuta in considerazione dagli aracnologi Roewer e Bonnet.
A dicembre 2011, si compone di 40 specie e 1 sottospecie:
1. Grammonota angusta Dondale, 1959 — USA, Canada
2. Grammonota barnesi Dondale, 1959 — USA
3. Grammonota calcarata Bryant, 1948 — Hispaniola
4. Grammonota capitata Emerton, 1924 — USA
5. Grammonota chamberlini Ivie & Barrows, 1935 — USA
6. Grammonota coloradensis Dondale, 1959 — USA
7. Grammonota culebra Müller & Heimer, 1991 — Colombia
8. Grammonota dalunda Chickering, 1970 — Panama
9. Grammonota dubia (O. P.-Cambridge, 1898) — Guatemala
10. Grammonota electa Bishop & Crosby, 1932 — Costa Rica
11. Grammonota emertoni Bryant, 1940 — Cuba
12. Grammonota gentilis Banks, 1898 — America settentrionale
13. Grammonota gigas (Banks, 1896) — USA
14. Grammonota innota Chickering, 1970 — Panama
15. Grammonota inornata Emerton, 1882 — USA, Canada
16. Grammonota insana (Banks, 1898) — Messico
17. Grammonota inusiata Bishop & Crosby, 1932 — USA
18. Grammonota jamaicensis Dondale, 1959 — Giamaica
19. Grammonota kincaidi (Banks, 1906) — USA
20. Grammonota lutacola Chickering, 1970 — Panama
21. Grammonota maculata Banks, 1896 — USA, Costa Rica
22. Grammonota maritima Emerton, 1925 — Canada
23. Grammonota nigriceps Banks, 1898 — Messico
24. Grammonota nigrifrons Gertsch & Mulaik, 1936 — USA
25. Grammonota ornata (O. P.-Cambridge, 1875) — USA, Canada
26. Grammonota pallipes Banks, 1895 — USA
27. Grammonota pergrata (O. P.-Cambridge, 1894) — Guatemala
28. Grammonota pictilis (O. P.-Cambridge, 1875)[3] — USA, Canada
29. Grammonota salicicola Chamberlin, 1948 — USA
30. Grammonota samariensis Müller & Heimer, 1991 — Colombia
31. Grammonota secata Chickering, 1970 — Panama, Colombia
32. Grammonota semipallida Emerton, 1919 — Canada
33. Grammonota subarctica Dondale, 1959 — Alaska
34. Grammonota suspiciosa Gertsch & Mulaik, 1936 — USA
35. Grammonota tabuna Chickering, 1970 — Costa Rica, Panama
36. Grammonota teresta Chickering, 1970 — Panama, Colombia
37. Grammonota texana (Banks, 1899) — USA
38. Grammonota trivittata Banks, 1895 — USA
  - Grammonota trivittata georgiana Chamberlin & Ivie, 1944 — USA
39. Grammonota vittata Barrows, 1919 — USA
40. Grammonota zephyra Dondale, 1959 — USA

### Sinonimi
- Grammonota bidentata Emerton, 1926; esemplare riconosciuto sinonimo di G. ornata (O. P.-Cambridge, 1875) a seguito di uno studio dell'aracnologo Dondale del 1959[1].
- Grammonota gallinoides Barnes, 1953; esemplari riconosciuti sinonimi di G. texana (Banks, 1899) a seguito di uno studio dell'aracnologo Dondale del 1959.
- Grammonota spinimana Emerton, 1923; esemplari di cui è stata riconosciuta la sinonimia con G. gentilis Banks, 1898, a seguito di un lavoro degli aracnologi Gertsch e Davis del 1937.

### Specie trasferite
- Grammonota acripes (Denis, 1962); trasferita al genere Ceratinopsis Emerton, 1882.
- Grammonota acripes infuscata (Denis, 1962); trasferita al genere Ceratinopsis Emerton, 1882.
- Grammonota bilobata (Tullgren, 1901); trasferita al genere Neomaso Forster, 1970.
- Grammonota confusa Gertsch & Mulaik, 1936; trasferita al genere Idionella Banks, 1893.
- Grammonota disparata Dondale, 1959; trasferita al genere Ceratinopsis Emerton, 1882.
- Grammonota sclerata Ivie & Barrows, 1935; trasferita al genere Idionella Banks, 1893.
- Grammonota venusta Banks, 1892; trasferita al genere Mermessus O. P.-Cambridge, 1899.